# Loïe Fuller

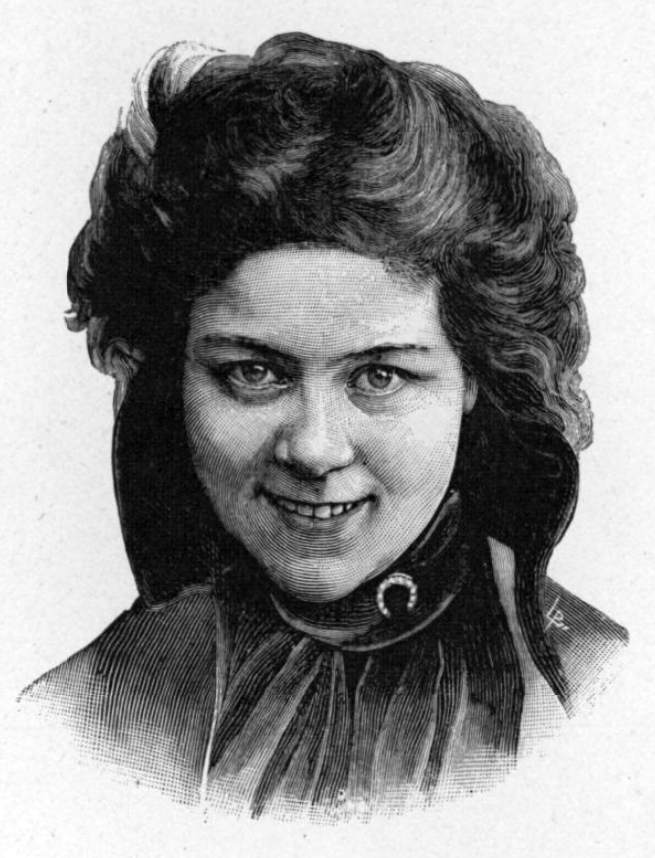
Loïe Fuller

Loïe Fuller, geborene Marie Louise Fuller (* 15. Januar 1862 in Fullersburg, Illinois; † 1. Januar 1928 in Paris), war eine amerikanische Tänzerin und Erfinderin. Sie entwickelte den Serpentinentanz und war eine Wegbereiterin des modernen Tanzes und der Lichtspiele auf der Bühne.

## Biografie
Sie wirkte von 1878 bis 1891 als Schauspielerin und Sängerin in zahlreichen Burlesken, Farcen und Operetten mit, u. a. in den Nat Goodwin Produktionen Little Sheppard, Turned Up (1886) und The Big Poney Of The Gentlemanly Savage (1887). In Alfred Thompsons The Arabian Nights verkörperte sie die Rolle des Aladdin. 1882/83 spielte sie in Buffalo Bills Wild West Show Banjo. Anschließend wurde sie Tänzerin und Choreografin.
Als Serpentinentänzerin trat sie erstmals in Rud Aronsons Casino Company hervor. Ihr Tanz war zunächst als Divertissement im zweiten Akt von Edmond Audrans Operette Uncle Celestine zu sehen.
Nach Aufführungen in Boston und Brooklyn kam die Produktion am 15. Februar 1892 nach New York ins Casino Theatre. Auf Anraten des Dirigenten Hugo Sohmers ging sie nach Paris. Zuvor nahm sie ein Engagement im Berliner Wintergarten an. Erst in Paris gelang ihr der entscheidende Durchbruch. Am 5. Dezember 1892 gab sie in den Folies Bergère mit den Tänzen La Serpentin, La Violette, Le Papillon und XXXX (den sie später La Danse Blanche nannte) ihr sensationelles Debüt. Sie trat in den Folies Bergère bis 1899 auf.

Plakat von Jean de Paleologu (1897)

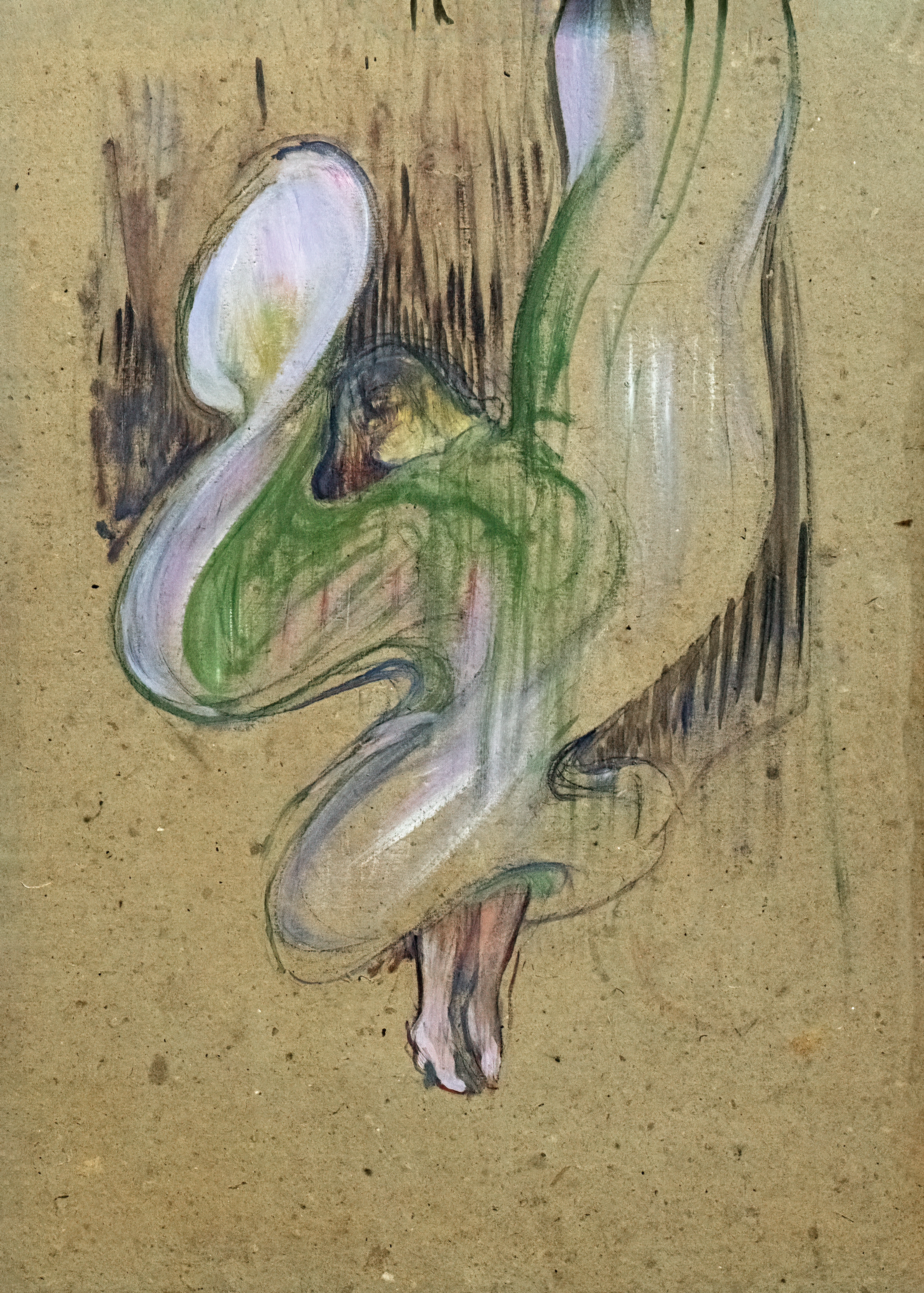
Loïe Fuller auf einem Gemälde von Toulouse-Lautrec (1893)

1893 ließ sie sich ihr Serpentinentanz-Kostüm und „Bühnenvorrichtungen zur Erzeugung von Illusionseffekten“ in Paris und London patentieren. Mit ihren Inszenierungen begeisterte und inspirierte sie viele Künstler, u. a. Will Bradley, Jules Chéret, Maurice Denis, Thomas Theodor Heine, Auguste Rodin, Stéphane Mallarmé, James McNeill Whistler und Henri de Toulouse-Lautrec, die sie in ihren Kunstwerken verewigten. Sie arbeitete als erste mit farbigen Lichtprojektionen und elektrischem Licht. Der Bildhauer François-Raoul Larche schuf Tischlampen in Form einer Skulptur der Tänzerin; die elektrische Beleuchtung verbirgt sich unter ihrem Schleier.
Gabriel Pierné schrieb 1895 die Musik zu Fullers Interpretation der Salomé, die am 4. März 1895 in der Comédie Parisienne als lyrische Pantomime von Charles H. Meltzer und Armand Silvestre uraufgeführt wurde – die gleichnamige Oper vollendete Richard Strauss erst über zehn Jahre später. Im selben Jahr entstanden die Tänze La Nuit, Le Firmament, Le Lys du Bil und Le Feu, die sie 1896 während einer Amerika-Tournee auch in der Music Hall von Serge Koster und Albert Bial vorstellte.
Weitere Tourneen führten sie nach Südeuropa und Südamerika. Der Architekt Henri Sauvage errichtete anlässlich der Pariser Weltausstellung 1900 für Fuller einen Theaterpavillon. Fuller organisierte als Förderin von Isadora Duncan, Maud Allan, Sada Yacco und Hanako zahlreiche Tournee-Aufführungen.
Nach ihren Auftritten im Januar 1902 in Wien im Danzers Orpheum und im Theater an der Wien trat sie auch mit einer Gruppe junger Tänzerinnen auf. Im März 1903 zeigte sie im National Arts Club zusammen mit ihrer privaten Sammlung Werke von Auguste Rodin. 1904 schuf sie ihren Radium Dance mit fluoreszierenden Effekten. Die Musik zu Fullers zweiter Salomé-Inszenierung von Robert d’Humières La Tragédie de Salomé stammte von Florent Schmitt. Die Uraufführung fand am 9. November 1907 im Théâtre des Arts statt.
1908 erschien ihre Autobiographie Quinze ans de ma vie (frz. 15 Jahre meines Lebens). In der Folge schuf sie für ihre Kompagnie zahlreiche Ballette u. a. zu Mozarts Le Petits Riens, Debussys Nocturnes und Stravinskys Feu d’artifice. Le Lys de la vie entstand nach einem Märchen von Carmen Sylva (Künstlername der Königin Marie von Rumänien), das Loïe Fuller auch verfilmte. Weiterhin arbeitete sie mit Gab Sorère (Gabrielle Bloch) an den Filmen Visions des rêves (frz. Visionen der Träume) und Coppelius und der Sandmann mit; der letztere blieb unvollendet.
Fuller lebte und arbeitete bis zu ihrem Tod zusammen mit ihrer Partnerin Gab Sorère, ihre Homosexualität versteckte sie nicht.
Fuller starb wenige Tage vor ihrem 66. Geburtstag in Paris und wurde auf dem Friedhof Père-Lachaise bestattet.
Gab Sorère erbte ihre Patente und führte die Kompagnie bis in die 1950er Jahre weiter.

## Choreografien und Inszenierungen (chronologisch)

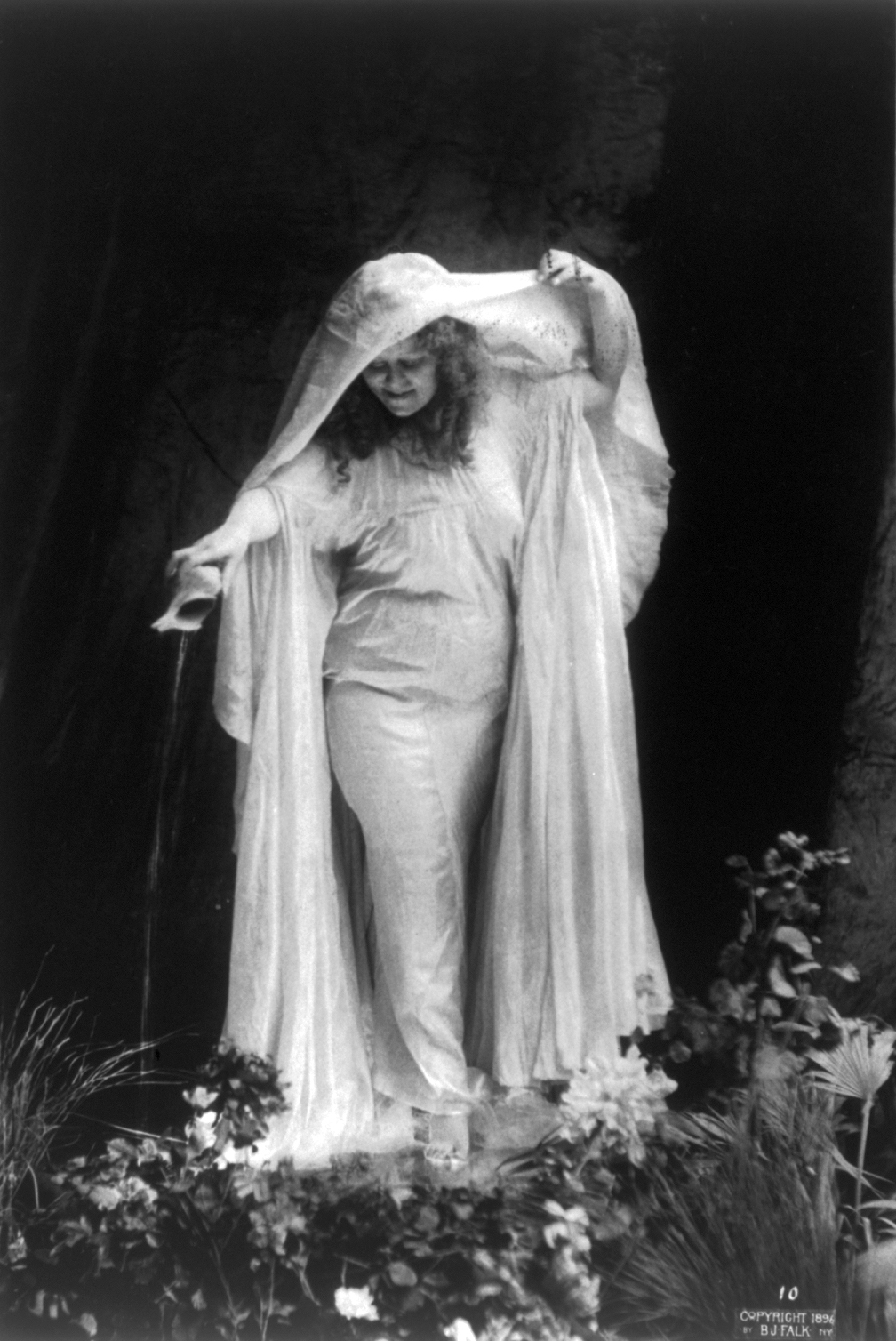
Loie Fuller, 1896

- Serpentine Dance: Solo-Choreografie; Premiere am 29. Februar 1892; Madison Square Theatre, New York; Musik: Ernest Gillet
- Le papillon: Solo-Choreografie; Premiere am 5. November 1892; Folies Bergère, Paris
- La fleur: Solo-Choreografie; Premiere am 26. August 1893; Garden Theater, New York
- Salome: Lyrische Pantomime; Premiere am 4. März 1895; Comédie-Parisienne, Paris; Musik: Gabriel Pierné
- La nuit: Solo-Choreografie; Premiere am 6. März 1896; Koster and Bial’s Music Hall, New York
- La danse du feu: Solo-Choreografie; Premiere am 14. September 1897; Folies-Bergère, Paris; Musik: Richard Wagner
- Le lys: Solo-Choreografie; Premiere am 14. September 1897; Folies Bergère, Paris
- La danse des fleurs: Solo-Choreografie; Premiere im Mai 1898; Privatveranstaltung in der Rue Cortambert 24, Paris
- La tempete: Solo-Choreografie; Premiere am 14. September 1901; Théâtre de l’Athenée, Paris
- La tragedie de Salome: Tragische Pantomime in zwei Akten; Premiere am 9. November 1907; Théâtre des Arts, Paris; Musik: Florent Schmitt
- Une nuit sur le monte chauve: Gruppenchoreografie; Premiere am 13. Dezember 1913; Théâtre national de l’Odéon, Paris; Musik: Modest Mussorgski
- Les mille et une nuit: Gruppenchoreografie; Premiere am 13. Dezember 1913; Théâtre national de l’Odéon, Paris; Musik: Armande de Polinac
- Le lys de la vie: Märcheninszenierung; Premiere am 1. Juli 1920; Théâtre de l’Opéra de Paris; Musik: Claude Debussy, Edvard Grieg, Felix Mendelssohn Bartholdy, Nikolai Rimski-Korsakow, Armande de Polinac, Edward MacDowell, Modest Mussorgski, Peter Tschaikowski
- Copelius and the Sandman: Märcheninszenierung unter Mitarbeit von Gabriele Sorère; Premiere am 4. Dezember 1925; Théâtre des Champs-Elysées, Paris; Musik: Arthur Honegger

## Filmprojekte (chronologisch)
- Le lys de la vie (1920/21)
- Visions des rêves (1924/25)
- Copelius and the Sandman (1927/28, unvollendet)

## Filme
2016 wurde ihre Karriere in der Filmbiografie Die Tänzerin verfilmt, Fuller wird darin von der französischen Sängerin Soko verkörpert. Fullers lesbische Beziehung zu Bloch wird in dem Film verschwiegen und es wird ihr eine heterosexuelle Liebesgeschichte angedichtet, weshalb lesbische Aktivistinnen in Frankreich zum Boykott des Filmes aufriefen und ihn als revisionistisch und lesbophob bezeichneten.
2020 wurde der Serpentinentanz innerhalb des Kunstprojekts „SERPENTINE – a touch of heaven (and hell)“ im Parkhaus der Großglockner-Hochalpenstraße reenactet und filmisch festgehalten, sichtbar ab Minute 20:55: Lichthöhe von Thomas Hörl, Peter Kozek und Victor Jaschke
2023 wurde der Dokumentarfilm Loïe Fuller – Tänzerin des Lichts (Obsessed with Light) von Sabine Krayenbühl und Zeva Oelbaum veröffentlicht. Die beiden Filmemacherinnen geben einen Überblick über Loïe Fullers Schaffen und ihren Einfluss auf zeitgenössische Künstler und Künstlerinnen.

## Sonstige Rezeption

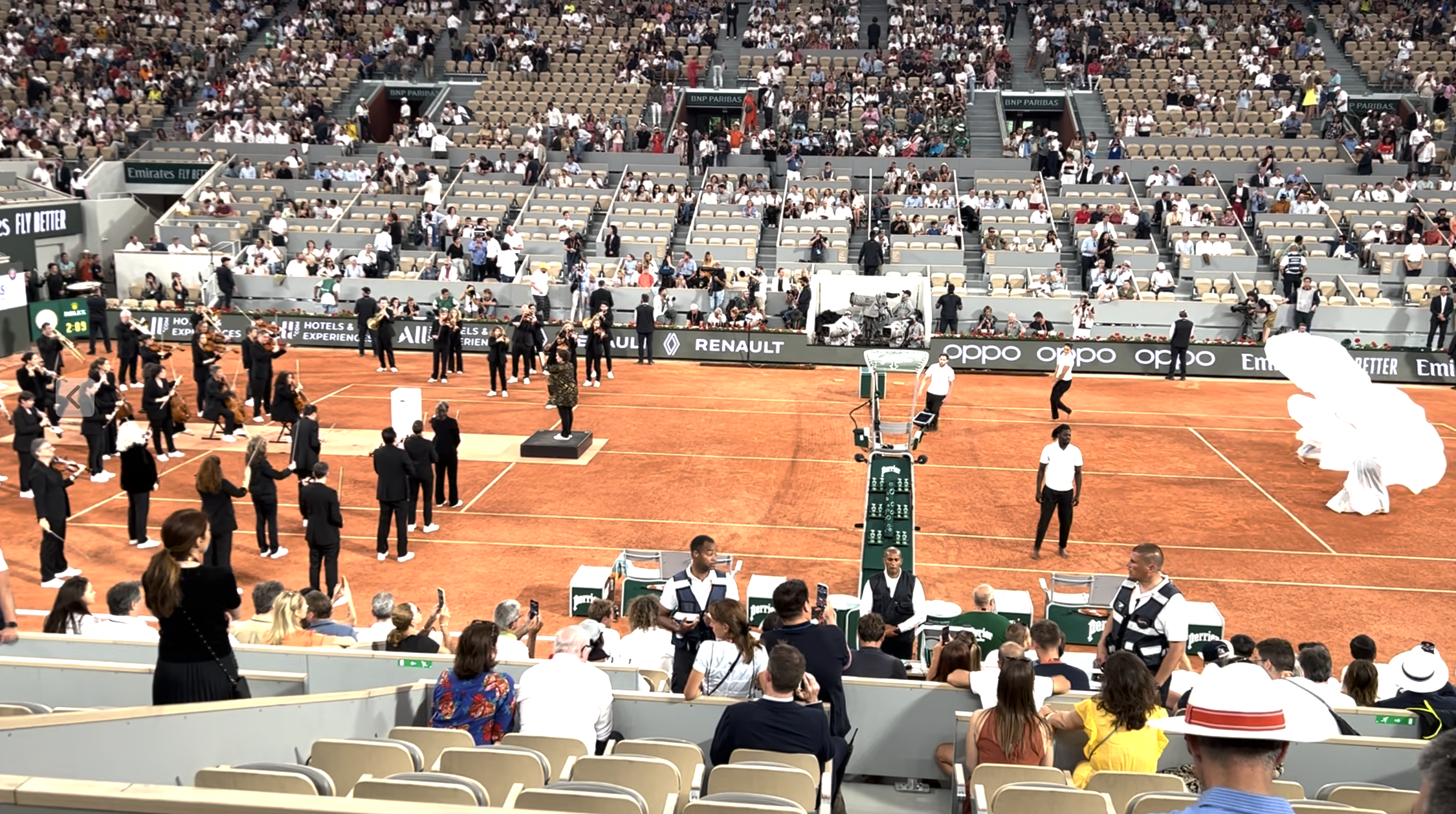
Serpentinentanz bei den French Open, 2023

Auf ihrer Reputation Stadium Tour im Jahr 2018 widmete die US-amerikanische Sängerin Taylor Swift Loïe Fuller in jeder Show eine Performance.
Zur Eröffnungszeremonie vor dem Herren-Einzel-Finale des Tennis Grand Slam Turniers French Open in Roland Garros, Paris, am 11. Juni 2023 wurde der Serpentinentanz nach einer Choreographie von Loïe Fuller zum Boléro von Maurice Ravel aufgeführt.
Eine Performance von Claire Lefèvre zu Fullers Leben ist im März 2024 bei imagetanz Festival im Bruttheater Wien zu sehen.

## Primärliteratur
- Fifteen Years of a Dancer's Life. Small, Maynard & Co., Boston 1913 (englisch, archive.org – mit einem Vorwort von Anatole France).
- Ma vie et la danse. Autobiographie. L’œil d’or, Paris 2002, ISBN 2-913661-04-1 (französisch).

## Sekundärliteratur
- Ann Cooper Albright: Traces of Light. Absence and Presence in the Work of Loïe Fuller. Wesleyan University Press, Middletown/Connecticut 2007, ISBN 0-8195-6843-0 (englisch).
- Jo-Anne Birnie Danzker (Hrsg.): Loïe Fuller, getanzter Jugendstil. Prestel, München u. a. 1995, ISBN 3-7913-1631-1.
- Gabriele Brandstetter: „La Destruction fut ma Beatrice“ – Zwischen Moderne und Postmoderne: Der Tanz Loie Fullers und seine Wirkung auf Theater und Literatur. In: Erika Fischer-Lichte/Klaus Schwind (Hrsg.): Avantgarde und Postmoderne. Prozesse struktureller und funktioneller Veränderungen. Stauffenburg-Verlag, Tübingen 1991, ISBN 3-923721-49-8, S. 191–208.
- Gabriele Brandstetter, Brygida Maria Ochaim: Loïe Fuller. Tanz, Licht-Spiel, Art Nouveau. Rombach, Freiburg (Breisgau) 1989, ISBN 3-7930-9052-3.
- Richard Nelson Current, Marcia Ewing Current: Loie Fuller, goddess of light. Northeastern University Press, Boston MA 1997, ISBN 1-55553-309-4 (englisch).
- Renate Flagmeier: Loie Fuller. Die Sichtbarmachung des Unsichtbaren. In: Staatliche Kunsthalle Berlin, NGBK (Hrsg.): Absolut modern sein: Zwischen Fahrrad und Fließband. Culture technique in Frankreich 1889-1937. Ausstellungskatalog Staatliche Kunsthalle Berlin/NGBK. Elefanten Press, Berlin 1986, ISBN 3-88520-180-1, S. 179–189.
- Rhonda K. Garelick: Electric Salome. Loie Fuller’s Performance of Modernism. Princeton University Press, Princeton 2007, ISBN 0-691-14109-6 (englisch).
- Rhonda K. Garelick: Electric Salome. Loie Fuller at the Exposition Universelle of 1900. In: Ellen J. Gainor (Hrsg.): Imperialism and Theatre. Essays on World Theatre, Drama, and Performance. 1795-1995. Routledge, London/New York 1995, ISBN 0-415-10641-9, S. 85–103 (englisch).
- Giovanni Lista: Loïe Fuller. Danseuse de la Belle Époque. Stock/Editions d'art Somogy, Paris 1995, Neuauflage bei Hermann, Paris 2006, ISBN 2-7056-6625-7 (französisch).
- Sandra Meinzenbach: „To impress an idea I endeavour“ – Loïe Fuller. In: dies.: Neue alte Weiblichkeit. Frauenbilder und Kunstkonzepte im Freien Tanz: Loïe Fuller, Isadora Duncan und Ruth St. Denis zwischen 1891 und 1934. Tectum, Marburg 2010, ISBN 978-3-8288-2077-7, S. 59–134.
- Brygida Ochaim: Loie Fuller’s Temple of Light. In: Friedrich Berlin Verlagsgesellschaft (Hrsg.): ballet-tanz. 6/2004, S. 35–37.
- Brygida Ochaim: Loie Fuller. Die Solistin der tanzenden Farbe. In: tanzdrama. 2. Quartal/1988; Nr. 3, S. 22–24.
- Brygida Ochaim: La Loie Fuller: Licht und Schatten, Impulse für einen neuen Bewegungsstil. In: Ballett-Journal / Das Tanzarchiv. Zeitung für Tanzpädagogik und Ballett-Theater. 34. Jahrgang; Nr. 1/1. Februar 1986, S. 52–59.
- Brygida Ochaim, Claudia Balk: Varieté-Tänzerinnen um 1900. Vom Sinnenrausch zur Tanzmoderne. Stroemfeld, Frankfurt am Main u. a. 1998, ISBN 3-87877-745-0.
- Sally R. Sommer: Loie Fullers Art of Music and Light. In: Dance Chronicle. Studies in Dance and the Related Arts. Nr. 4/1981, S. 389–401.
- Patrizia Veroli: Loie Fuller. L'Epos, Palermo 2009, ISBN 978-88-8302-395-8 (italienisch).